# Pellaea cymbiformis
Pellaea cymbiformis là một loài dương xỉ trong họ Pteridaceae. Loài này được J. Prado mô tả khoa học đầu tiên năm 1993.